# Автомобильный полигон
Автомобильный полигон предназначен для испытания автомобилей в условиях максимально приближенных к бытовым, но при этом сведенена к минимуму возможность того, чтобы во время испытаний кто-либо получил травму или погиб. Как правило на автополигонах строится целый комплекс зданий, от мастерских со спецоборудованием, до комнат отдыха для персонала полигона.
Пионером создания втомобильных полигонов стала в 1924 году американская компания «Дженерал-Моторс» и уже в том же году идею переняли французы. В СССР Центральный научно-исследовательский автомобильный полигон (ЦНИАП) появился лишь спустя 40 лет.
Главной же составляющей автомобильных полигонов является разветленный комплекс разнообразных дорог, как то высокие подъемы и крутые спуски, «стиральная доска», резкие повороты, повышенная колейность, ледяные учаски и участки с жидкой глиной, глубокие лужи и многое другое. По проходу определенного участка машины загоняют в гаражи и всесторонне тестируют на предмет нанесенного им ущерба.
По окончании испытаний прототип получает специальный сертификат, где отмечены все выявленные на испытаниях автомобиля проблемы.